# Xanthodesma aurantiaca
Xanthodesma aurantiaca là một loài bướm đêm trong họ Noctuidae.